# Bara sex
Bara sex är en svensk ungdoms- och dramaserie som har premiär på SVT Play den 8 januari 2024. Första säsongen består av fyra avsnitt. Seriens andra säsong hade premiär den 2 januari 2025.

## Handling
Serien kretsar kring Miriam som är 16 år och som vill bli av med oskulden. Helst med någon som hon inte behöver inleda en kärleksrelation med. Det blir dock inte som hon tänkt sig. Serien andra säsong kretsar kring Fabian och Adam, som ett år efter musiklägret ska fira midsommar i Fabians sommarstuga i Blekinge.

## Rollista i urval
- Mollie Lindblom-Levy - Miriam
- Leo Harju - Cesar
- Simon Abramsson - Fabian
- Alexander Klum - Adam
- Linus Kajman Gustafsson - Sebastian
- Fideli Hohenthal - Nea
- Ludvig Radlovacki - Valentin
- Adriana Oviedo Silva - Niko
- Ida Mattsson - Tess